# Chaoswave
Chaoswave is een Italiaanse progressieve metal band met groove metal-invloeden die is opgericht in 2003.

## Bezetting

### Huidige bandleden
- Giorgia Fadda - Zanger
- Fabio Carta - Zanger
- Henrik "Guf" Rangstrup - Gitarist
- Michele Mura - Bassist
- Raphael Saini - Drummer

### Voormalige bandleden
- Marco Angioni - Bassist

## Biografie
Chaoswave werd in de zomer van 2003 opgericht door de Deense gitarist Henrik Guf Rangstrup, die een jaar eerder naar Italië was verhuisd. In november 2004 werd de eerste demo uitgebracht waarna ze hun debuutplaat The White Noise Within op het Nederlandse DVS Records uitbrachten in 2006. Hiermee speelden ze o.a. op ProgPower Europe.
In december 2007 werd gestart met de opnames van Dead Eye Dreaming. Dit kwam uit op het Amerikaanse Nightmare Records en het Duitse Silverwolf Records. In de zomer van 2008 had bassist Marco Angioni de band verlaten, hij werd vervangen door Michele Mura. In september 2009 ging de band op Europese tour met Evergrey.

## Discografie

### Albums
- The White Noise Within (2006)
- Dead Eye Dreaming (2009)